# Championnats de France d'athlétisme 2022
Navigation
Championnats 2021 Championnats 2023
Les Championnats de France d'athlétisme « Élite » 2022 se déroulent  du 24 au 26 juin 2022, au Stade Hélitas de Caen, qui accueille pour la première fois cette compétition.
38 épreuves figurent au programme de cette compétition (19 masculines et 19 féminines).

## Programme
| Finales | 24 juin                                                 | 25 juin | 26 juin |
| ------- | ------------------------------------------------------- | --- | --- |
| Hommes  | Lancer du disque, lancer du marteau, 5 000 m, décathlon | Saut en hauteur, triple saut, 800 m, décathlon, 100 m, 400 m haies, 110 m haies                                                   | 10 000 m marche, lancer du javelot, lancer du poids, saut à la perche, saut en longueur, 400 m, 3 000 m steeple, 200 m, 1 500 m |
| Femmes  | Lancer du marteau, 5 000 m, heptathlon                  | Saut en longueur, lancer du javelot, lancer du poids, 3 000 m steeple, saut à la perche, heptathlon, 400 m, 100 m, 1 500 m, 800 m | 10 000 m marche, triple saut, saut en hauteur, lancer du disque 800 m, 400 m haies, 200 m, 100 m haies                          |

## Résultats

### Hommes
| Épreuves                       | Or                                  | Argent                               | Bronze                              |
| ------------------------------ | ----------------------------------- | ------------------------------------ | ----------------------------------- |
| 100 m (vent : + 0,0 m/s)       | Mouhamadou Fall 10 s 19             | Méba-Mickaël Zézé 10 s 20            | Jimmy Vicaut 10 s 24                |
| 200 m (vent : - 0,1 m/s)       | Méba-Mickaël Zézé 20 s 41 (PB)      | Ryan Zézé 20 s 46 (PB)               | Mouhamadou Fall 20 s 50             |
| 400 m                          | Thomas Jordier 45 s 71              | Téo Andant 45 s 99 (PB)              | Simon Boypa 46 s 01 (PB)            |
| 800 m                          | Benjamin Robert 1 min 48 s 58       | Gabriel Tual 1 min 48 s 89           | Pierre-Ambroise Bosse 1 min 49 s 17 |
| 1 500 m                        | Azeddine Habz 3 min 40 s 25         | Alexis Miellet 3 min 40 s 40         | Romain Mornet 3 min 40 s 50         |
| 5 000 m                        | Hugo Hay 13 min 54 s 04             | Félix Bour 13 min 54 s 33            | Fabien Palcau 13 min 55 s 49        |
| 110 m haies (vent : - 0,5 m/s) | Sasha Zhoya 13 s 17 (PB)            | Aurel Manga 13 s 41                  | Just Kwaou-Mathey 13 s 51           |
| 400 mètres haies               | Wilfried Happio 48 s 57 (PB)        | Ludvy Vaillant 49 s 74               | Victor Coroller 50 s 04             |
| 3 000 m steeple                | Mehdi Belhadj 8 min 24 s 25         | Louis Gilavert 8 min 24 s 82         | Djilali Bedrani 8 min 26 s 18       |
| 10 000 m marche                | Gabriel Bordier 38 min 18 s 55 (PB) | Aurélien Quinion 39 min 28 s 56 (PB) | Kévin Campion 39 min 54 s 30        |
| Saut en hauteur                | Nathan Ismar 2,19 m                 | Sébastien Micheau 2,16 m             | Kristen Biyengui 2,16 m             |
| Saut à la perche               | Thibaut Collet 5,75 m               | Renaud Lavillenie 5,75 m             | Anthony Ammirati 5,70 m             |
| Saut en longueur               | Jules Pommery 7,86 m                | Augustin Bey 7,75 m                  | Jean-Pierre Bertrand 7,74 m         |
| Triple saut                    | Enzo Hodebar 17,05 m (PB)           | Jean-Marc Pontvianne 17,04 m         | Melvin Raffin 16,94 m               |
| Lancer du poids                | Frédéric Dagée 19,58 m              | Yann Moisan 18,16 m                  | Stephen Mailagi 18,01 m             |
| Lancer du disque               | Lolassonn Djouhan 60,04 m           | Tom Reux 58,71 m                     | Willy Vicaut 56,86 m (PB)           |
| Lancer du marteau              | Quentin Bigot 78,15 m               | Jean-Baptiste Bruxelle 72,70 m       | Earwyn Abdou 68,53 m                |
| Lancer du javelot              | Felise Vahai Sosaia 77,02 m (PB)    | Lukas Moutarde 74,64 m               | Rémi Conroy 72,10 m                 |
| Décathlon                      | Baptiste Thiery 7 966 pts (PB)      | Arthur Prevost 7 774 pts (PB)        | Jérémy Lelièvre 7 495 pts           |

### Femmes
| Épreuves                            | Or                                      | Argent                              | Bronze                              |
| ----------------------------------- | --------------------------------------- | ----------------------------------- | ----------------------------------- |
| 100 m (vent : - 0,4 m/s)            | Mallory Leconte 11 s 43                 | Leelou Martial-Ehoulet 11 s 54      | Floriane Gnafoua 11 s 62            |
| 200 m (vent : + 0,7 m/s)            | Shana Grebo 22 s 98 (PB)                | Paméra Losange 23 s 23 (PB)         | Brigitte Ntiamoah 23 s 32           |
| 400 m                               | Amandine Brossier 52 s 02               | Shana Grebo 52 s 42                 | Sounkamba Sylla 52 s 87             |
| 800 m                               | Rénelle Lamote 1 min 58 s 71            | Agnès Raharolahy 1 min 59 s 59 (PB) | Cynthia Anaïs 2 min 1 s 33          |
| 1 500 m                             | Charlotte Mouchet 4 min 20 s 58         | Anaïs Bourgoin 4 min 20 s 60        | Aurore Fleury 4 min 21 s 21         |
| 5 000 m                             | Manon Trapp 15 min 48 s 79              | Leila Hadji 15 min 54 s 08          | Méline Rollin 15 min 55 s 11        |
| 100 mètres haies (vent : + 1,1 m/s) | Laura Valette 12 s 99                   | Awa Sene 13 s 06 (PB)               | Solenn Compper 13 s 06              |
| 400 mètres haies                    | Camille Séri 56 s 50                    | Emma Montoya 58 s 72                | Farah Clerc 59 s 33                 |
| 3 000 m steeple                     | Alice Finot 9 min 48 s 00               | Flavie Renouard 9 min 53 s 52       | Alexa Lemitre 9 min 57 s 94         |
| 10 000 m marche                     | Clémence Beretta 44 min 8 s 73 (NR, PB) | Eloïse Terrec 44 min 38 s 72 (PB)   | Laury Cerantola 47 min 20 s 98 (PB) |
| Saut en hauteur                     | Solène Gicquel 1,85 m                   | Nawal Meniker 1,82 m                | Fatoumata Balley 1,79 m             |
| Saut à la perche                    | Margot Chevrier 4,50 m                  | Marie-Julie Bonnin 4,50 m (PB)      | Elina Giallurachis 4,40 m           |
| Saut en longueur                    | Yanis David 6,80 m                      | Maelly Dalmat 6,44 m                | Rougui Sow 6,41 m                   |
| Triple saut                         | Victoria Josse 13,49 m                  | Sohane Aucagos 13,19 m              | Maeva Dorsile 13,06 m               |
| Lancer du poids                     | Amanda Ngandu-Ntumba 15,44 m            | Naomie Wuta 15,32 m (PB)            | Rose Sharon Pierre-Louis 14,94 m    |
| Lancer du disque                    | Mélina Robert-Michon 58,82 m            | Amanda Ngandu-Ntumba 55,55 m        | Pauline Pousse 54,48 m              |
| Lancer du marteau                   | Alexandra Tavernier 68,34 m             | Xena Ngomateke 65,23 m              | Rose Loga 63,74 m                   |
| Lancer du javelot                   | Alizée Minard 57,17 m                   | Margaux Nicollin 54,05 m            | Evelina Mendes 51,90 m              |
| Heptathlon                          | Léonie Cambours 6 046 pts               | Esther Turpin 5 951 pts             | Elisa Pineau 5 854 pts (PB)         |

## Légende
Records et Performances
- AR : Record continental (area record)
- CR : Record des championnats (championship record)
- MR : Record du meeting (meet record)
- NR : Record national (national record)
- OR : Record olympique (olympic record)
- PR : Record paralympique (paralympic record)
- PB : Record personnel (personal best)
- SB : Meilleure performance personnelle de la saison (season's best)
- WL : Meilleure performance mondiale de l'année (world leader)
- WJR : Record du monde junior (world junior record)
- WR : Record du monde (world record)

Circonstances et Conditions
- DNF : N'a pas terminé (did not finish)
- DNS : N'a pas pris le départ (did not start)
- DQ : Disqualification (disqualification)
- NM : Aucun essai valable enregistré (No Mark)
- Q : Qualifié « directement » au prochain tour (ou à la prochaine compétition), lors d'une compétition majeure, grâce au classement ou à la réalisation des minima (automatic qualifier)
- q : Qualifié au prochain tour (ou à la prochaine compétition), lors d'une compétition majeure, grâce au repêchage ou à la réalisation de l'une des meilleures performances parmi celles des « non qualifiés directement » (grâce au meilleur temps ou à la meilleure distance par exemple) (secondary qualifier)